# 简易襞蛤
简易襞蛤（学名：Plicatula simplex），是莺蛤目猫爪蛤科Plicatula属的一种。主要分布于中国大陆，常栖息在潮下带18-103米，以右壳壳顶很小面积固着于外物。
其种加词“simplex ”意为“简单、单一的”。